# Shack
Shack é uma banda Inglesa formada em Liverpool em 1987. Originalmente, a banda era formada por Mick Head (vocalista/guitarrista), o seu irmão John Head (guitarra), Justin Smith (baixista) e Mick Hurst (bateria). Os dois irmãos já vinham de um projeto em conjunto, os The Pale Fountains, que apesar das críticas muito positivas aos seus dois álbuns, não conseguiram muito sucesso.

## Membros

### Formação atual
- Mick Head – vocais, guitarra (1987–1992, 1998–atualmente)
- John Head – guitarra (1987–1992, 1998–atualmente)
- Iain Templeton – bateria (1991–1992, 1998–atualmente)
- Martyn Campbell – baixo (1992, 2007–atualmente)

### Ex-membros
- Justin Smith – baixo (1987–1990)
- Michael Hurst – bateria (1987–1990)
- Dave Butcher – teclado (1987–1990)
- Peter Wilkinson – baixo (1990–1991, 2005–2006)
- Alan Wills – bateria (1990–1991)
- Ren Parry – baixo (1998–2002)
- Guy Rigby – baixo (2002–2004)
- Johnnie Baxter – bateria

## Discografia

### Álbuns de estúdio
- Zilch (1988)
- Waterpistol (1995)
- H.M.S. Fable (1999)
- Here's Tom With The Weather (2003)
- On The Corner Of Miles And Gil (2006)

### Outros álbuns
- Arthur Lee & Shack Live in Liverpool (2000)
- The Fable Sessions (2003)
- Time Machine: The Best of Shack (2007)

### Singles
- "Emergency"
- "High Rise Low Life"
- "I Know You Well"
- "Al's Vacation
- "Comedy"
- "Natalie's Party"
- "Oscar"
- "Byrds Turn to Stone"
- "Tie Me Down"
- "Cup of Tea"